# Мриданга
Мрида́нга (санскр. mṛdanga — от мрид («глина» или «земля») + анг («часть тела»), там. மிருதங்கம், канн. :ಮೃದಂಗ, малаял. മൃദംഗം) — индийский музыкальный инструмент (барабан), распространён в основном в Южной и Восточной Индии.

## Материалы и приёмы изготовления
Корпус изготавливается из глины или дерева. Можно также встретить современные фабричные мриданги с пластиковым корпусом (большинство профессиональных музыкантов считают их существенно менее богатыми разнообразием и живостью оттенков звучания, чем деревянные или, тем более, глиняные).
В древнеиндийском трактате Натья-шастра описаны приёмы изготовления и накладывания речной глины на мембраны для улучшения резонанса. На мембраны современной мриданги наносится «масала», — тягучая паста из глины, порошка определённого камня и рисовой муки. Сами мембраны, согласно традиции гаудия-вайшнавизма, делаются из кожи коровы или буйвола, умерших естественной смертью.

## Ритуальное назначение и смысл
В «Натья-шастре» мриданга упоминается как «основной» ритуальный барабан и описана подробнейшим образом. Приверженцы этого направления проводят пуджу (обряд поклонения) по отношению к мриданге.
В индуистской религиозной традиции гаудия-вайшнавизма почитается как один из восьми священных музыкальных инструментов. История появления мриданги в земном мире в гаудия-вайшнавизме описывается так:
Кришна, никогда не расстающийся со своей Флейтой, решил снизойти на Землю в облике Чайтаньи, чтобы научить людей воспевать святые имена Бога. Когда Флейта узнала об этом, она стала плакать: «О, Господь, я никогда не расставалась с Тобой. Почему же Ты хочешь бросить меня сейчас?». Кришна ответил: «Не волнуйся, Я возьму тебя с Собой, но в другом виде». Так Флейта Кришны превратилась в мридангу. Именно поэтому её звук является таким притягательным для сердца людей.
По учению гаудия-вайшнавов, дающая более низкий звук левая сторона мриданги олицетворяет безграничную силу и мощь Бога, ведущая правая, с высоким звуком, — олицетворяет энергию наслаждения Бога. Корпус мриданги — это сам Бог, а 32 ремешка, соединяющих мембраны инструмента и служащих для настройки барабана, — это 32 слога мантры «Харе Кришна», состоящей из имён Бога. Этот инструмент специально предназначен для прославления Бога. На мриданге можно извлечь 108 разнообразных звуков. Особенно «сладки» для верующих глубокие булькающие звуки, извлекаемые на большой стороне. Они считают, что эти звуки благотворно воздействуют на «воздушные потоки» в теле и радуют сердце. В молитве гаудия-вайшнавов, обращенной к мриданге, говорится:
Я с почтением склоняюсь перед Мридангой, проявленной в своей духовной форме. она исполнена сладчайших вкусов и обладает тысячами замечательных качеств.

## Особенности использования в музыке и обучение игре на мриданге
Интересно, что «мриданга» в Южной Индии — общее название для всех распространённых в регионе барабанов. Основной музыкальный стиль, в котором используется мриданга — «Карнатака».
Как и в других ритмических традициях (арабской, африканской, латиноамериканской), при обучении игре на этом инструменте ученики повторяют разнообразные учебные мантры, состоящие из слогов, соответствующих ударам на инструменте. Существуют несколько традиционных школ игры на этом инструменте. Для того чтобы понять все богатые возможности мриданги, нужно услышать её в руках опытного музыканта.